# Heyawake
Heyawake, japanska へやわけ "delade rum", är ett logikspel från Nikoli och presenterades första gången år 1992.

## Spelplanen
Heyawake spelas i ett rektangulärt rutnät med godtycklig storlek. Nätet är delat i rektangulära bitar – rum – vars gränser följer rutnätets linjer. I en del av dessa rum står en siffra, vanligen i rummets övre vänstra hörnruta. Ursprungligen innehöll alla rum en siffra, men eftersom detta inte behövs för att man skall kunna lösa problemet, har man frångått den principen. Uppgiften är att färga delar av rutnätet i enlighet med reglerna.

## Regler
Observera att de båda första reglerna är gemensamma med hitori.
1. Två intilliggande rutor får inte vara färgade – däremot får färgade rutor mötas i diagonala hörn.
2. Alla rutor som lämnas ofärgade skall genom likaledes ofärgade rutor ha en sammanhängande förbindelse med varandra.
3. En siffra i ett rum anger hur många rutor som skall vara färgade i det rummet. Ett rum som inte innehåller någon siffra kan innehålla godtyckligt antal färgade rutor, till exempel inga alls.
4. En rät linje av ofärgade rutor får inte gå genom mer än två rum.

## Exempel

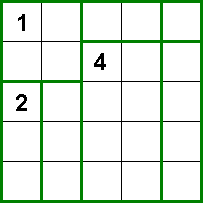
En enkel spelplan

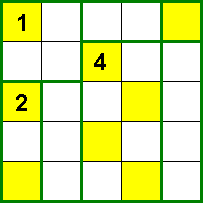
Lösningen

## Tips
- Rutor som inte får färgas kan markeras med till exempel en punkt. Detta gör det lättare att överblicka spelplanen.

- Regel 1 säger att två intilliggande rutor inte får vara färgade. Om en ruta måste vara färgad, måste därför de intilliggande rutorna horisontellt och vertikalt vara ofärgade.

- Om ett rum med 2 х 2 rutor ligger i ett hörn och skall ha två färgade rutor, måste hörnrutan och den diagonalt motsatta rutan vara färgade. I annat fall skulle rummets båda färgade rutor stänga in en ofärgad ruta, vilket bryter mot regel 2.

- Om ett rum med 3 х 2 rutor ligger med långsidan mot rutnätets kant och skall ha tre färgade rutor, måste den mittersta rutan längs ytterkanten och de diagonala rutorna längs motsatta sidan vara färgade. I annat fall skulle en ofärgad ruta bli instängd enligt ovan.

- Regel 2 säger att alla ofärgade rutor skall ha en sammanhängande förbindelse med varandra. Av det skälet får färgade rutor inte bilda en sammanhängande diagonal över hela rutnätet eller en sammanhängande slinga runt ofärgade rutor. En ruta som skulle fullborda en sådan diagonal eller slinga måste därför vara ofärgad.

- Ett rum med 3 х 3 rutor som skall innehålla fem färgade rutor måste ha en färgad ruta i mitten och en i vart och ett av hörnen.